# 223566 Petignat
223566 Petignat este un asteroid din centura principală de asteroizi.

## Descriere
223566 Petignat este un asteroid din centura principală de asteroizi. A fost descoperit pe 22 martie 2004 la Vicques de Michel Ory. Asteroidul prezintă o orbită caracterizată de o semiaxă mare de 2,28 ua, o excentricitate de 0,17 și o înclinație de 2,1° în raport cu ecliptica.